# Bernard Ładysz

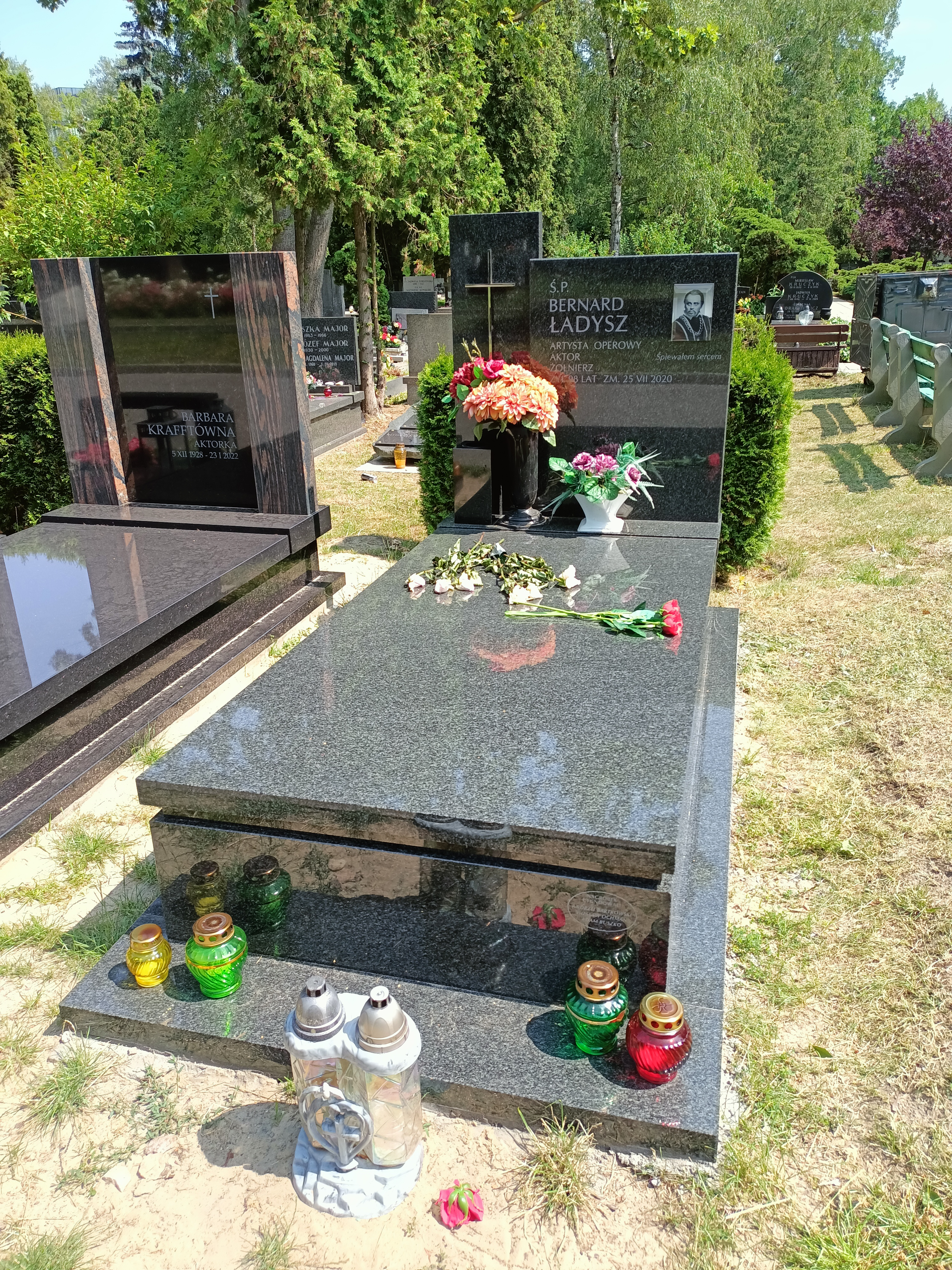
Grób Bernarda Ładysza na Cmentarzu Wojskowym na Powązkach

Bernard Ładysz (ur. 24 lipca 1922 w Wilnie, zm. 25 lipca 2020 w Warszawie) – polski śpiewak operowy obdarzony basem-barytonem, a także aktor i żołnierz.

## Życiorys
Syn Adama i Jadwigi z Kłyszejków. W okresie okupacji niemieckiej i okupacji radzieckiej przystąpił do Armii Krajowej (obwód wileński), gdzie z czasem awansował do stopnia sierżanta. Uczestnik akcji „Burza” na Wileńszczyźnie, aresztowany przez NKWD – zesłany w głąb RFSRR do Kaługi, miasta nad Oką, gdzie przebywał w latach 1944–1946. Naukę śpiewu rozpoczął w Wilnie (1940–1941), kontynuował w latach 1946–1948 na studiach wokalnych w Państwowej Wyższej Szkole Muzycznej w Warszawie pod kierunkiem prof. Wacława Filipowicza. Karierę artystyczną rozpoczął w Zespole Reprezentacyjnym Wojska Polskiego. Przez wiele lat (1950–1979) był solistą Opery Warszawskiej i Teatru Wielkiego w Warszawie. W 1956 zwyciężył w międzynarodowym konkursie śpiewaczym w Vercelli, gdzie zdobył najwyższą nagrodę „Il primo premio assoluto”. Od tego momentu rozpoczęła się jego międzynarodowa kariera. Zaangażował się wtedy do Teatro Massimo w Palermo.

## Kariera
Artysta odnosił sukcesy na wszystkich kontynentach – od Australii przez obie Ameryki po Chiny w Azji. Jako pierwszy polski artysta został zaangażowany do partii solowej w kompletnym nagraniu opery przez wielką światową firmę fonograficzną „Columbia” – w 1959 wystąpił obok Marii Callas w nagraniu Łucji z Lammermooru pod dyrekcją Tullia Serafina. Columbia zaprosiła potem B. Ładysza do nagrania całej płyty z ariami operowymi Verdiego i kompozytorów rosyjskich.
Występował na Festiwalu Piosenki Radzieckiej w Zielonej Górze. Przez wiele lat występował na Festiwalach Moniuszkowskich w Kudowie-Zdroju.
Później wielkie role operowe m.in. w operach: Eugeniusz Oniegin, Straszny dwór, Halka, Faust, Cyrulik sewilski, Don Giovanni, Don Carlos, Nieszpory sycylijskie, Moc przeznaczenia, Aida, Rigoletto, Kniaź Igor, Borys Godunow, Jolanta, Król Roger. Nagrania radiowe i płytowe, udział w festiwalach, w prapremierze opery Diabły z Loudun oraz w prawykonaniach Pasji według św. Łukasza i Jutrzni Krzysztofa Pendereckiego. Także w lżejszym repertuarze, np. w partii Tewjego w musicalu Skrzypek na dachu, występy estradowe, oraz w radiu i telewizji polskiej. Dokonał brawurowego nagrania dźwiękowego i filmowego utworu Domenico Cimarosy „Il maestro di cappella”.
Igor Bełza, muzykolog, autor kilkunastu monografii poświęconych muzyce polskiej, po występach w Moskwie warszawskiego Teatru Wielkiego, napisał na łamach „Prawdy”: „Teatr Wielki dysponuje takimi świetnymi śpiewakami, jak jeden z najlepszych basów świata – Bernard Ładysz”.
Bernard Ładysz zmarł w dzień po swoich 98. urodzinach, 25 lipca 2020. Uroczystości pogrzebowe odbyły się 5 sierpnia i miały charakter państwowy. Po mszy w Katedrze polowej Wojska Polskiego artysta został pochowany w Alei Zasłużonych na Cmentarzu Wojskowym na Powązkach w Warszawie (kwatera G-tuje-58). Uroczystościom przewodniczył biskup polowy WP Józef Guzdek, a uczestniczyli w nich m.in.: najbliższa rodzina zmarłego (żona Leokadia Rymkiewicz-Ładysz, synowie Aleksander i Zbigniew), przedstawiciele władz i świata kultury oraz wielbiciele jego talentu. Prezydencki doradca Tadeusz Deszkiewicz odczytał list pożegnalny od Andrzeja Dudy. Rozkazem Ministra Obrony Narodowej Bernard Ładysz został pośmiertnie awansowany do stopnia pułkownika.

## Działalność pozamuzyczna
W 2010 wszedł w skład warszawskiego Społecznego Komitetu Poparcia Jarosława Kaczyńskiego jako kandydata na urząd Prezydenta RP.
Był uczestnikiem teleturnieju Pojedynek, gdzie rywalizował z Szymonem Kobylińskim.

## Filmografia
| Rok  | Tytuł             | Rola                            | Uwagi                                        |
| ---- | ----------------- | ------------------------------- | -------------------------------------------- |
| 1965 | Czas pokoju       | radziecki sanitariusz           | wojenny, reżyseria: Tadeusz Konwicki         |
| 1968 | Lalka             | Suzin                           | kostiumowy, reżyseria: Wojciech Jerzy Has    |
| 1974 | Ziemia obiecana   | rosyjski kupiec                 | obyczajowy, reżyseria: Andrzej Wajda         |
| 1975 | Ziemia obiecana   | rosyjski kupiec (odcinek 1)     | serial telewizyjny, reżyseria: Andrzej Wajda |
| 1981 | Znachor           | młynarz Prokop                  | dramat, reżyseria: Jerzy Hoffman             |
| 1982 | Karate po polsku  | proboszcz                       | obyczajowy, reżyseria: Wojciech Wójcik       |
| 1982 | Dolina Issy       | żołnierz zabity przez Baltazara | poetycki, reżyseria: Tadeusz Konwicki        |
| 1983 | Pastorale Heroica | generał                         | wojenny, reżyseria: Henryk Bielski           |
| 1986 | Pierścień i róża  | król Walorozo XXIV              | baśniowy, reżyseria: Jerzy Gruza             |
| 1986 | Pierścień i róża  | król Walorozo XXIV              | serial telewizyjny, reżyseria: Jerzy Gruza   |
| 1999 | Ogniem i mieczem  | Did Lirnik                      | historyczny, reżyseria: Jerzy Hoffman        |
| 2000 | Ogniem i mieczem  | Did Lirnik                      | serial telewizyjny, reżyseria: Jerzy Hoffman |

Artysta współpracował też z Teatrem Syrena w Warszawie.

## Odznaczenia, nagrody i wyróżnienia
- Krzyż Komandorski z Gwiazdą Orderu Odrodzenia Polski (2000)[10]
- Krzyż Oficerski Orderu Odrodzenia Polski (1959)
- Krzyż Kawalerski Orderu Odrodzenia Polski (1956)[11]
- Order Sztandaru Pracy I klasy (1974)
- Order Sztandaru Pracy II klasy (1964)
- Złoty Krzyż Zasługi (1951)
- Medal 10-lecia Polski Ludowej (1955)
- Brązowy Medal „Za zasługi dla obronności kraju” (1966)[12]
- Złoty Medal „Zasłużony Kulturze Gloria Artis” (2006)
- Medal Polonia Mater Nostra Est (1998)
- Medal „Milito Pro Christo” (2013)[13]
- Medal "Za zasługi w rozwoju współpracy kulturalnej między Polską a Związkiem Radzieckim" (przyznany przez ZG TPPR, 1974)[14]
- I Nagroda Ogólnopolskiego Konkursu Wokalnego w Warszawie (1947)
- III Nagroda na Międzynarodowym Festiwalu Młodzieży i Studentów w Budapeszcie (1949)
- II Nagroda na Międzynarodowym Festiwalu Młodzieży i Studentów w Berlinie (1951)
- Primo premio assoluto Międzynarodowego Konkursu Wokalnego w Vercelli (1956, Włochy)[15]
- Nagroda Ministra Kultury i Sztuki I stopnia (22 lipca 1973)[16]
- członek Krajowej Rady Towarzystwa Przyjaźni Polsko-Radzieckiej (1983)
- Nagroda Ministra Kultury za całokształt pracy artystycznej (2002)
- Doktor honoris causa Akademii Muzycznej im. Fryderyka Chopina w Warszawie (6 maja 2008)
- Nagroda Miasta Stołecznego Warszawy (2009)[17]
- Awans na stopień podpułkownika w st. spocz. SZ RP (w latach 1946–1950 był solistą Centralnego Zespołu Artystycznego Wojska Polskiego i żołnierzem ludowego Wojska Polskiego) (grudzień 2012)[18]
- Perła Honorowa Polskiej Gospodarki w kategorii kultura (2012)[19]
- Złoty Fryderyk – Muzyka poważna – Całokształt twórczości – Fryderyki 2016 – Laur (2016)[20]
- Medal Stulecia Odzyskanej Niepodległości (2019)[21]